# نیم‌بالان
نیم‌بالان (نام علمی: Hemiptera) راسته‌ای از حشرات هستند. این راسته بین پنجاه تا هشتاد هزار گونه را شامل می‌شود مانند ساس، سن، شپشک، زنجره و... این حشرات طولی از یک میلی‌متر تا پانزده سانتیمتر دارند.

## طبقه بندی
نیم‌بالان دارای چهار زیرراسته هستند که معروف‌ترین آن‌ها ناجوربالان (Heteroptera) مانند ساس است:
1. گردن‌پوزه‌ئیان Auchenorrhyncha
2. Coleorrhyncha
3. ناجوربالان Heteroptera
4. Sternorrhyncha